# Hato-Cade (Ort)
Hato-Cade (Hatucade, Hatukade, Hatokade) ist eine osttimoresische Siedlung im Suco Maulau (Verwaltungsamt Maubisse, Gemeinde Ainaro). Das Dorf befindet sich im Westen der Aldeia Hato-Cade, auf einer Meereshöhe von 1291 m. Es besteht aus relativ weit voneinander entfernt stehenden Häusern, die nur an der Straße, die von Westen kommt sich mehr nebeneinander gruppieren.